# Ann Marie Ramel
Ann Marie Ramel, född grevinna Wachtmeister af Johannishus 22 juli 1931 på Trolle Ljungby slott, Kristianstads län, död 19 december 2017 i Solna, Stockholms län, var en svensk friherrinna och kokboksförfattare. Hon var dotter till hovjägmästaren greve Carl-Axel Trolle-Wachtmeister samt syster till riksdagsmannen greve Knut Wachtmeister och godsägaren greve Hans-Gabriel Trolle-Wachtmeister. I hennes äktenskap med direktören friherre Stig Ramel föddes bland andra skådespelaren Jacqueline Ramel.

## Biografi
Ann Marie Ramel studerade på lanthushållsskola 1949–1950, Hermods i Malmö 1951–1952 och Le Cordon Bleu i Paris 1952. År 1953 blev hon sekreterare vid Svenska handelskammaren i Paris. Ramel arbetade därefter som frilansande matskribent i olika tidningar och tidskrifter samt skrev ett halvt dussin kokböcker.

## Familj
Ann Marie Ramel var dotter till hovjägmästaren greve Carl-Axel Trolle-Wachtmeister och Brita Trolle. Hon gifte sig 1953 med direktören friherre Stig Ramel, son till godsägaren friherre Malte Ramel och översköterskan Elsa Nyström. Paret fick fyra barn.

### Barn
- Friherre Henrik Ramel (född 1954), fil. kand.
- Friherre Knut Ramel (född 1954), civilekonom och ägare till Löberöds slott; gift med friherrinnan Charlotte von Essen (född 1971).
- Camilla Ramel Laubscher (född 1962), tv-producent; gift med Axel Laubscher (född 1962), regissör.
- Jacqueline Ramel (född 1964), skådespelare och regissör; gift med Stefan Larsson (född 1964), skådespelare och regissör.